# Vlag van Dentergem
De vlag van Dentergem werd door de gemeenteraad op 30 maart 1989 officieel vastgesteld als de gemeentelijke vlag van de West-Vlaamse gemeente Dentergem. Op 21 november 1989 werd hij door het Bestuur van Vlaanderen bevestigd en uiteindelijk gepubliceerd op 8 december 1990 in het officiële Belgisch Staatsblad.
Officieel wordt de vlag beschreven als:
Twee even lange banen van blauw en van geel met op het midden een rood schild, beladen met een witte vliegende duif met in de bek een groene olijftak.
De kleuren van de vlag zijn afkomstig op het gemeentewapen. Het schild toont het wapen van de vroegere gemeente Dentergem.
Het gemeentebestuur van Dentergem heeft echter bevestigd dat ze een onofficiële variant van de vlag gebruiken in plaats van de officiële, met een geel veld gedeeld door een blauw kruis en het schild in het midden.

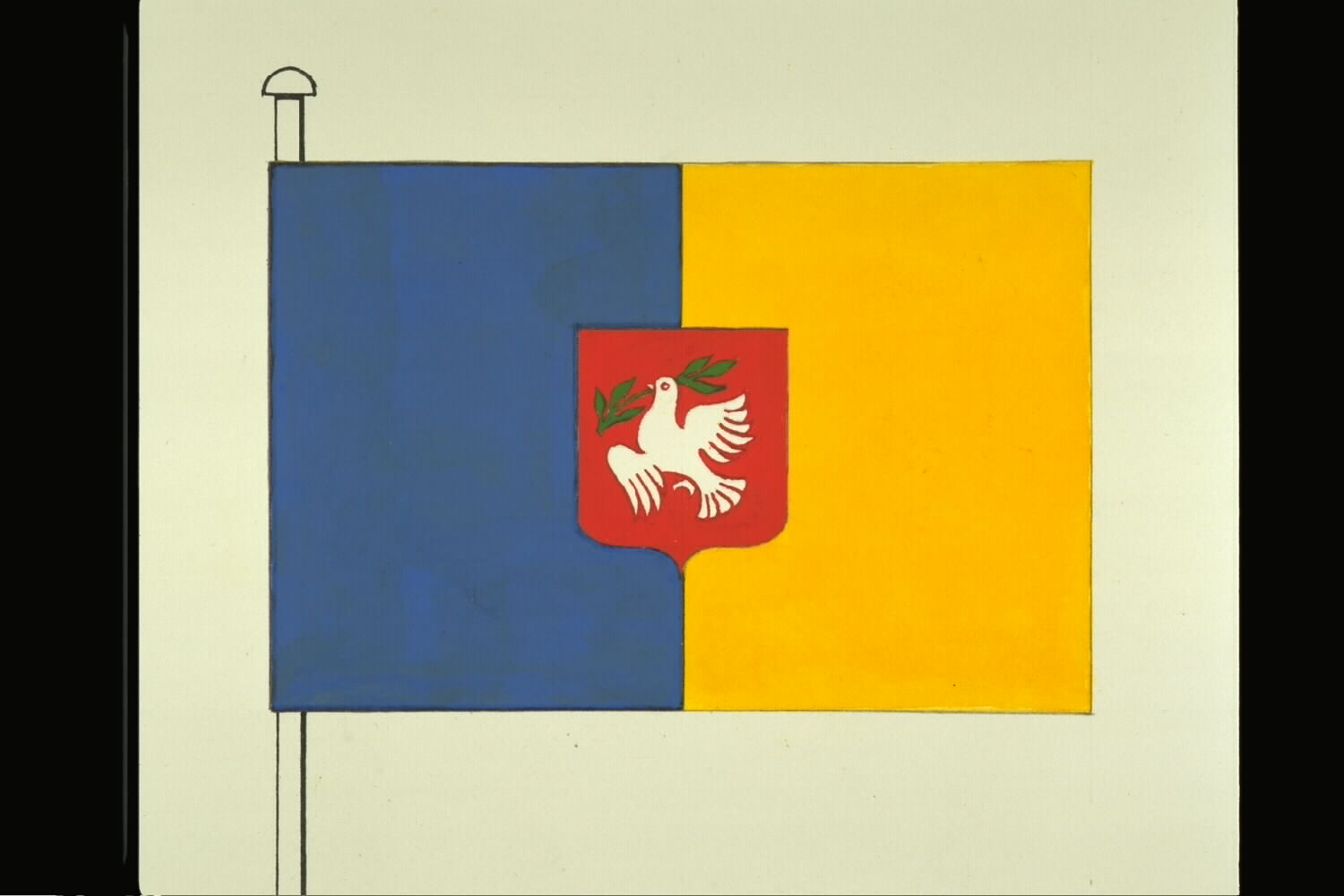
Officiële tekening van de vlag
Vlag gebruikt door de gemeenteraad